# 梳褶腹喉盤魚
梳褶腹喉盤魚（學名：Diplecogaster ctenocrypta）為輻鰭魚綱喉盤魚目喉盤魚科的其中一種，分布於東大西洋的加那利群島海域，棲息深度165公尺，本魚體延長，前部平扁，後部側扁，體不被鱗，覆有粘液層，腹鰭喉位，與周圍的皮褶特化成一吸盤，頭部和身體有10-13條狹窄的垂直褐色條紋，頰部有一個白色的眼斑，周圍有黑色，中間有一個小黑點，背鰭鰭條9枚、臀鰭鰭條8枚、胸鰭鰭條24-25枚，尾鰭圓形，體長可達1.7公分，屬底棲性魚類，棲息在藻類生長的岩石區，生活習性不明。

## 擴展閱讀
維基物種上的相關：梳褶腹喉盤魚